# Laan van Meerdervoort 215
Het herenhuis Laan van Meerdervoort 215 in de Nederlandse stad Den Haag is rond 1900 gebouwd als woonhuis in een rijke art-nouveaustijl. Het pand is in 1967 aangewezen als rijksmonument.

## Omgeving
Hoewel zeker is dat Jan Olthuis (1851-1921) de plattegrond voor de begane grond heeft getekend, is het niet zeker dat hij ook het ontwerp voor de gevel heeft gemaakt. Alleen het pand op nummer 213 is zeker van de hand van Olthuis.

## Exterieur
Laan van Meerdervoort 215 maakt duidelijk onderdeel uit van een rij van 13 herenhuizen: nr. 213 tot en met 237. De voorgevels zijn opgetrokken in kalkzandsteen geplaatst op een granieten ondergrond. Deze kalkzandsteen vervaardigd in de kalkzandsteenfabriek Kranenburg in Den Haag. Olthuis was tevens architect van deze fabriek die bestaan heeft tot 1907. Deze steen is vrij zacht en daardoor aanzienlijk aan verwering onderhevig. De gevels zijn allemaal eclectisch, met stijlelementen uit de neostijlen en de art nouveau. Alleen de gevel van nr. 215 is stijlzuiver en is voor Nederlandse begrippen uitbundig, vergelijkbaar met de art nouveau in België en Frankrijk.
Het beeldhouwwerk in de voorgevel van nr. 215 is gemaakt door Johan Wilhelm Bymolt. Hij heeft het werk in de rechter benedenhoek gesigneerd met J.W. Bymolt. De gevel heeft op meerdere plekken decoraties in de vorm van zweepslagen. Deze decoraties zijn rondom vensteropeningen geplaatst. De vensteropeningen zijn voorzien van glas-in-loodramen. Op de verdieping is half inpandig balkon geplaatst met twee pauwen in het balkonhek.